# Ennemain
Ennemain – miejscowość i gmina we Francji, w regionie Hauts-de-France, w departamencie Somma.
Według danych na rok 2011 gminę zamieszkiwało 216 osób, a gęstość zaludnienia wynosiła 33 osoby/km² (wśród 2293 gmin Pikardii Ennemain plasuje się na 742. miejscu pod względem liczby ludności, natomiast pod względem powierzchni na miejscu 741.).